# أحمد عمر أبو علي
أحمد عمر أبو علي (بالإنجليزية: Ahmed Omar Abu Ali) أمريكي، ولد في 1 مارس 1981 في هيوستن في الولايات المتحدة.